# La République
Pour les articles homonymes, voir République (homonymie).
Ne pas confondre avec La République de Platon, un commentaire d'Alain Badiou.

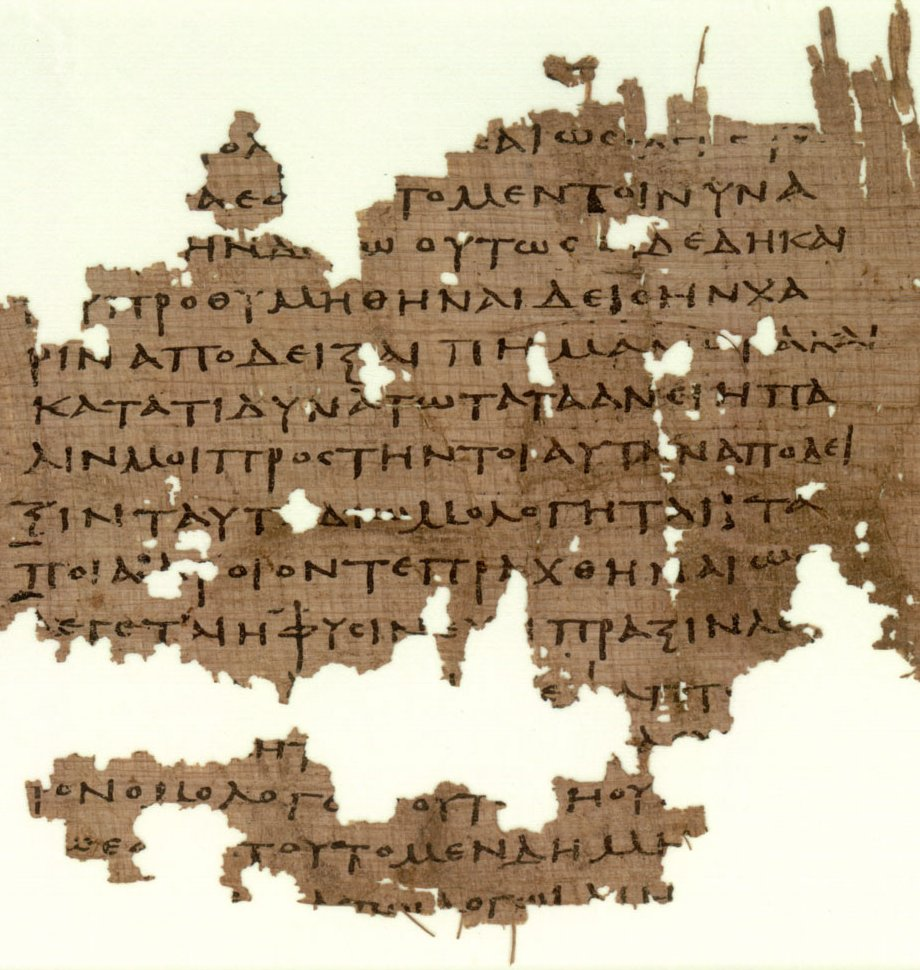
Papyrus d'Oxyrhynque LII 3679 contenant des fragments de La République de Platon, IIIe siècle

La République (en grec Περὶ πολιτείας / Perì politeías, « à propos de l'État / de la Cité » ou Πολιτεία / politeía, « La Cité/L'État ») est un des dialogues de Platon, qui porte principalement sur la vertu individuelle de justice et la justice dans la Cité.
On considère que ce dialogue fait partie du genre littéraire de l'utopie.
Platon fait la critique de la démocratie dans sa dégénérescence en démagogie et en tyrannie à cause de l'attrait qu'exerce le prestige du pouvoir. Il s'agit de l'ouvrage le plus célèbre de Platon, en raison, notamment, du modèle de vie communautaire exposé et de la théorie des formes que Platon défend.

## Présentation de l'œuvre

### Personnages du dialogue
- Socrate,
- Thrasymaque,
- Céphale de Syracuse et son fils Polémarque,
- Glaucon et Adimante, frères de Platon. Platon fait dire par Socrate qu'« il [Glaucon] est l'homme le plus valeureux envers et contre tous »[1]
- Clitophon, homme politique athénien
- Également présents (bien que ne prenant pas part au dialogue) : Lysias, Euthydème et Charmantide[2]

### Lieu
Le dialogue a lieu au Pirée, dans la maison de Céphale de Syracuse.

### Place dans l'œuvre de Platon
Dans le Timée, Platon soutient que  le Timée, le Critias et l'Hermocrate s'inscrivent dans la suite de la République. L'hypothèse la plus crédible de nos jours est que ce livre  a été écrit dans une période qui va de la fondation de l'académie en -387 à son retour de Syracuse vers -370. Il s'agit donc d'une œuvre du milieu de la vie du philosophe.

### Problématique centrale du livre et stratégie
Même si ce livre traite de métaphysique et d'épistémologie ainsi que de la relation entre rhétorique, poètes et philosophe, pour Eric Brown (philosophe), son objet principal relève de la politique et de l'éthique. Dans ce livre, Platon veut répondre à la question : « est-il toujours mieux d'être juste qu'injuste ? ».

## Résumé de l’œuvre

### LivreI

#### Discussion avec Céphale sur la vieillesse et la justice
Socrate, Glaucon et Adimante sont en train de rentrer à Athènes depuis le Pirée. Polémarque invite Socrate chez son père, Céphale. Socrate est intéressé par ce que Céphale, qui est très vieux, a à dire sur la vieillesse ; comme à son habitude, il loue les vertus de la conversation. Il dit qu'il « faut s’informer auprès d[es personnes âgées], comme auprès de gens qui nous ont devancé sur une route que nous devrons aussi parcourir ».
Le vieux Céphale est d'abord interrogé par Socrate sur la manière dont il supporte la vieillesse. Céphale se montre critique à l'égard des autres vieillards qui sont aigris au sujet de la vieillesse. Selon lui, la vieillesse est une délivrance, car elle permet d'échapper aux pulsions sexuelles qui dominent les jeunes gens. Il cite Sophocle qui avait dit, au sujet de l’amour, « c'est avec la plus grande satisfaction que je l'ai fui, comme délivré d'un maître rageur et sauvage ».
Socrate fait remarquer à Céphale que sa richesse a peut-être une part dans l'appréciation de sa vieillesse, car on vit mieux lorsque l'on est aisé. Céphale répond que le bien suprême que la richesse lui a procuré a été d'avoir le luxe de vivre une vie sans actes répréhensibles (comme l'escroquerie, le vol, ou de ne pas honorer les dieux). Sa richesse lui ayant permis de ne pas vivre dans la tromperie et dans le mensonge, et de rendre à chacun ce que chacun lui avait profité, il a une vie juste, et n'a donc pas à craindre l'Hadès.
Cette remarque de Céphale soulève une interrogation au sujet de la nature de la justice. Pour Céphale, elle semble se résumer à n'être que l'absence de tromperie et de mensonge ; la justice est une justice-dette, dans le sens où justice serait faite lorsqu'à chacun lui est rendu ce qui a été prêté, et lorsqu'un homme dit la vérité. Socrate contre-argumente en disant que si un ami, sain d'esprit, nous prête une arme, puis qu'il devient un jour fou et nous demande de la lui rendre, alors il ne serait pas juste de lui rendre son arme.
Céphale quitte la conversation car il doit aller faire une offrande aux dieux.

#### Discussion avec Polémarque sur la justice comme dette
Polémarque remplace alors son père dans la conversation. S’appuyant sur les poèmes de Simonide, Polémarque affirme que ce qui est juste, c’est de rendre aux autres ce qu’il convient de leur rendre. Socrate lui fait remarquer que Simonide n'avait pas pensé au cas de la folie. Dans ce cas spécifique, convient Polémarque, il serait en effet injuste de rendre à un ami son arme.
Polémarque développe donc une deuxième définition, où il mobilise la distinction entre l'ami et l'ennemi : la justice, c'est de faire du bien à ses amis et faire du mal à ses ennemis. Or, contrairement au médecin, qui est compétent pour guérir les malades parce qu’il connaît l’art de la médecine, il apparaît à l’examen de Socrate que le juste, qui connaît l’art de la justice, ne possède aucune compétence spécifique en tant qu’il est juste. Quelqu’un doit donc toujours pouvoir faire mieux que lui dans l’accomplissement de ce qu’on requiert qu’il accomplisse spécifiquement pour « rendre son dû » à un ami ou un ennemi.[pas clair] Cela constitue une réponse inacceptable : c’est dire que la justice ne s’applique que dans les cas où le juste se fait confier des biens, mais jamais lorsqu’il agit ou utilise ces biens
Socrate affirme ensuite que celui qui connaît un art a autant la capacité de s’occuper de l’objet de son art que celle de faire l’inverse. Si la justice de Polémarque permet de garder un objet en sécurité, elle rend donc aussi le juste capable d’être un voleur. Pour ces raisons, Socrate se croit autorisé à condamner la morale traditionnelle, bien que Polémarque conserve sa position.
Socrate formule une nouvelle objection : comme on se trompe parfois en disant de telle ou telle personne qu’elle est bonne ou mauvaise, il se pourrait qu’on tienne pour un ami une personne mauvaise et qu’on soit contraint, par justice, de l’avantager. Polémarque clarifie alors sa position, affirmant qu’il n’est juste de faire du bien à ses amis et du mal à ses ennemis qu’à la condition que ses amis soient réellement bons et ses ennemis réellement mauvais.
Or, se demande Socrate, la justice autorise-t-elle vraiment qu’on cause du tort à autrui ? Après avoir posé ce nouveau problème, Socrate recourt à trois analogies pour montrer que nuire est l’œuvre de l’homme injuste, et que ce faisant, la justice ne peut pas autoriser qu’on cause du tort à autrui. La position de Polémarque se trouve ainsi réfutée, et Socrate appelle son interlocuteur à ne pas se soumettre à l'autorité qui émane de Simonide.

#### Discussion avec Thrasymaque sur la justice politique
Thrasymaque, qui est un sophiste, interrompt brusquement le dialogue pour invectiver Socrate. Il considère que celui-ci s'est donné le beau rôle en n'étant qu'un questionneur et non pas un répondant, ce qui est la position la plus facile à tenir. Il propose à Socrate de lui révéler ce qu'est la justice, à condition qu'il le paie. Socrate refuse, n'ayant pas assez d'argent. Glaucon et ses amis paient à la place de Socrate afin d'entendre la thèse de Thrasymaque, selon laquelle la justice est ce qui est le plus avantageux au plus fort.
Socrate questionne la définition de la force. S'il s'agit d'un lutteur, qui s'entraîne et mange de la viande, alors chacun peut être fort. Thrasymaque doit donc développer sa thèse : la force est la force politique, car le gouvernement d'une cité est ce qu'il y a de plus fort. Les démocraties, selon lui, créent des lois favorables au peuple, les aristocraties, aux aristocrates, et les tyrans, à eux-mêmes.
Thrasymaque est toutefois coincé par un contre-argument de Socrate : les gouvernants ne sont pas infaillibles ; or, les gouvernants font les lois ; il est donc possible qu'ils mettent par erreur en place des lois qui iraient contre leur propre intérêt. Il serait alors juste, selon ce raisonnement, que les faibles suivent les règles qui sont désavantageuses aux plus forts, ce qui est illogique.
Socrate soutient que les gouvernants ont pour objectif le bien des gouvernés, comme le médecin a en vue le bien du malade. Thrasymaque contre-argumente en mobilisant l'exemple du berger, qui n'aurait que son propre bien en vue, et non celui des moutons. Socrate répond alors que le médecin n'est pas un homme d'affaires, ni un boucher : le vrai berger, comme le vrai médecin, a le bien-être de ses bêtes à l'esprit.
Socrate soutient que tout art a un objet ; cet objet est différent et inférieur à cet art qui lui est utile. Mais il doit en être ainsi de l'art politique : l'homme politique, qui a le pouvoir, travaille à l'encontre des citoyens. Thrasymaque nie qu'il en soit ainsi : le but de tous les hommes, ce qui rend vraiment heureux, c'est de mettre la puissance aux services des citoyens et des intérêts de celui qui la possède. L'injustice est sage et vertueuse.
L'injuste, selon Socrate, en cherchant à dominer tout le monde, prouve que cette notion est pourvue de vices et d'ignorance. Au contraire, c'est la justice qui est sagesse et vertu ; elle est donc plus puissante que l'injustice, car il n'y a rien de plus puissant que la sagesse. Cette justice, étant une vertu, c'est-à-dire un développement naturel des fonctions de l'être, rend heureux. Le bonheur de l’âme est attaché à la justice, à la perfection de ses actions, perfection dans le domaine de l’excellence.
Socrate remarque que, dans cette discussion, l’on n’a pas commencé par définir la justice ; on a cherché si la justice était science et vertu, si elle était utile. Mais il faut commencer par chercher à déterminer l'essence de la justice.

### LivreII

#### Glaucon: la vie juste et l'anneau de Gygès
Socrate s'apprête à achever la conversation lorsque Glaucon lui demande de continuer. Il considère en effet que Socrate n'a pas traité de la nature de la justice. Glaucon propose de soutenir sa propre définition. Selon lui, il y a trois types de biens : les biens recherchés pour eux-mêmes (ex : la joie, la volupté) ; les biens recherchés à la fois pour eux-mêmes et pour les bienfaits qui les accompagnent (ex : la vue, la santé) ; et les biens pénibles, mais utiles, recherchés pour leurs avantages (ex : la gymnastique, les « professions lucratives »).
Pour Socrate, la justice fait partie du deuxième type de bien. Glaucon réplique que « ce n'est pas l'avis de la plupart des hommes, qui mettent la justice au rang des biens pénibles qu'il faut cultiver pour les récompenses et les distinctions qu'ils procurent, mais qu'on doit fuir pour eux-mêmes parce qu'ils sont difficiles ».
Afin de soutenir une thèse commune, Glaucon va expliquer pourquoi certains pensent qu’il est possible qu'il vaille mieux pratiquer l’injustice que la justice. Il dit que l'on n'aime jamais la justice pour elle-même, mais qu'on la pratique parce que les lois nous retiennent de subir l’injustice — raison que reprendra La Rochefoucauld. On est moral uniquement par peur de la sanction. Afin d'étayer cela, il fait appel à la légende de l'anneau de Gygès. Un berger découvre un anneau qui lui permet de devenir invisible. N'étant plus soumis à la crainte de la justice, il tue le roi et épouse la reine. Pour Glaucon, aucun homme n'aurait agi différemment. Il conclut que ceux qui pratiquent la justice agissent par impuissance de commettre l’injustice.
Il argumente ensuite en comparant les modes de vie de l’homme juste et de l’homme injuste. L’homme injuste pourra faire semblant d'être juste, et il sera loué pour son apparente justesse ; tandis que le juste, s'il ne peut pas se créer une apparence, cela pourra le conduire à la déconsidération, voire à la mort. L'injuste peut faire de la politique, car il n'hésitera pas à tromper les gens.

#### Adimante et l'apparence de justice
Le frère de Glaucon, Adimante, intervient à son tour pour enfoncer le clou. Il considère que l'on ne recherche la justice que pour la réputation que celle de l'homme juste lui procure. Il est d'autant moins tentant d'être juste que les poètes soulignent que la justice est un chemin difficile et que les dieux peuvent accabler les hommes justes. Adimante appelle Socrate à réagir afin qu’il vienne au secours du concept de justice.

#### Réfutation de Socrate: la justice au sein de la Cité et les Gardiens
Socrate propose de répondre à ses amis de manière différente. Considérant que l'on voit mieux les lettres écrites en grand que celles écrites en petite taille, il décide de traiter de la justice dans la Cité, car celle-ci représente, à l'échelle macro, l'individu. Chercher la nature de la justice, c'est chercher la nature de la justice politique.
Le philosophe commence ainsi par une explication de l'origine de la cité. Pour lui, les individus fondent la cité parce qu’ils savent qu’ils ne se suffisent pas à eux-mêmes, et parce qu’ils ont des besoins plus facilement atteints en cité. La division du travail permet de remplir les besoins ; la nature nous fait assez différents pour que chacun ait une place différente.
Socrate décrit comment une cité se peuple par tous ces métiers, puis comment elle s’ouvre à l’exportation et à l’importation. Il lui faut un marché pour acheter et vendre, « d'où la nécessité d'avoir une agora et de la monnaie, symbole de la valeur des objets échangés ». Socrate distingue ensuite cette cité, qui est saine, de la cité malsaine. Cette dernière est grossie « d’une multitude de gens que le luxe seul introduit dans les États ». Elle accueille une multiplication morbide des besoins, du superflu. Pour corriger ses excès, cette cité accueille des médecins. Comme elle a besoin de grandir pour nourrir sa population superflue, elle doit faire la guerre.
L’État a donc besoin de soldats. Il faut, dit Socrate, que ce soient des soldats de profession (car un individu ne saurait être bon à deux métiers différents), qu’ils soient courageux, doux avec leur peuple mais rude avec les ennemis, et surtout, il doit être philosophe, c'est-à-dire avoir envie d’apprendre, car c’est par la connaissance que l’on distingue l’ami de l’ennemi face à un inconnu.
Le débat traite ensuite de l'éducation que doivent avoir ces Gardiens. Ils conviennent qu'il faut, dans leur éducation, les arts des Muses et la gymnastique. Les arts des Muses arrivent en premier. Ce sont, notamment, les fables qu’on raconte aux enfants. Mais Socrate dit qu'il faudra les censurer, les purger de certains éléments néfastes, lorsque les dieux et les héros sont mal représentés, lorsqu'ils sont montrés en train de commettre des actes monstrueux ; en bref, lorsque ces histoires invitent à la discorde, à la dissidence.

Socrate insiste sur le rôle pédagogique des récits. Précisant également que c'est durant la jeunesse que se forment les opinions les plus durables, il montre l'importance que les dieux et les héros forment des « modèles » de comportement. Dans l'objectif d'éduquer les futurs citoyens qui participeront et façonneront la vie de la cité, il apparaît alors nécessaire de contrôler les « histoires » sur lesquelles se fondent les principes moraux de la société, comme celles des poètes Homère et Hésiode. Il faudra donc qu'elles mettent en scène les dieux exclusivement comme des exemples à suivre. Dans cette ambition, Socrate soutient qu'il faut réformer les histoires, et censurer les passages où dieux et héros agissent autrement que dans le sens du bien commun. 

« Car le jeune homme n'est pas capable de discriminer entre ce qui est intention cachée et ce qui ne l'est pas : en revanche les impressions qu'à son âge il reçoit dans ses opinions tendent à devenir difficiles à effacer et immuables. C'est sans doute précisément pourquoi il faut accorder une grande importance à ce que les premières choses qu'ils entendent soient des histoires racontées de la façon la plus convenable possible pour amener à l'excellence. »

— Platon, La République, 378 d-378 e.

Partant du postulat que les dieux sont des êtres parfaits et qu'ils sont exclusivement bons, Socrate propose deux principes dont il faut s'inspirer pour créer des lois contrôlant les récits. Premièrement, les dieux ne sont responsables que du bien, et ne peuvent être la cause des maux de quelqu'un. Il faut alors préciser dans les histoires que le mauvais ne peut être le résultat de l'action des dieux, ou bien s'il l'est, il s'agit forcément d'un juste châtiment, et que cette punition a donc été réalisée dans la poursuite d'un but bénéfique. Deuxièmement, les dieux ne se métamorphosent pas. Les divinités étant parfaites, toute modification de leur personne reviendrait à atténuer leur perfection. De plus, chacun, homme comme dieu, recherche la vérité, et fuit le faux. Preuve de plus pour Platon qu'il apparaît inconcevable qu'un dieu se métamorphose, encore moins dans le but de mener des actions mesquines. 

« Donc le dieu est un être parfaitement simple et vrai, à la fois en actes et en paroles, et lui-même ne se modifie pas ni ne cherche à égarer les autres, ni par des apparences, ni par des paroles. »

— Platon, La République, 382 d.
Dès lors, il vaudrait mieux bannir les poètes de la cité : « Il vaudrait mieux les ensevelir dans un profond silence, ou s’il est nécessaire d’en parler, le faire avec tout l’appareil des mystères, devant un très petit nombre d’auditeurs, après leur avoir fait immoler, non pas un porc, mais quelque victime précieuse et rare, afin de rendre encore plus petit le nombre des initiés ».

### LivreIII

#### L'éducation artistique des gardiens
Socrate est relancé par Glaucon. Le philosophe va donc traiter de l'éducation à donner aux futurs gardiens de la Cité idéale qu'ils tentent d'établir.
Le premier sujet abordé est celui de la poésie, ou des arts des Muses. Socrate considère qu'il faut les censurer. La première raison est qu'elles représentent l'Hadès comme un lieu de souffrances, ce qui doit être évité à tout prix, car cette représentation n'est « ni vrai[e] ni utile à de futurs guerriers ». Il est dit à ce sujet que les poètes seront priés « de ne point trouver mauvais que nous les effacions ». Plus généralement, la mort doit être indifférente à l'homme qui doit vivre libre et par conséquent craindre plus que tout l'esclavage.
Ainsi, les passages de l'Iliade par exemple, exposant les lamentations d'Achille, doivent être censurés, car ils montrent les héros dans des postures indignes de l'homme courageux que doit créer la Cité.
Le mensonge doit être interdit dans la Cité, et réservé aux seuls chefs - dans l'intention de faire le bien, évidemment. De plus, la tempérance étant une des vertus essentielles, on ne peut laisser les guerriers aimer les richesses, la nourriture ou le vin - et il faut donc, ici encore, avoir recours à la censure.
Finalement, il est formellement interdit de montrer une quelconque faiblesse des dieux ou des héros, qui doivent être des modèles pour les hommes. De même, on ne peut tolérer ceux qui prétendent dans leurs écrits que les injustes sont heureux au contraire des justes.
Vient ensuite un examen de la forme des discours poétiques, qui peuvent être soit entièrement fictifs, soit réalistes, ou encore mélanger ces deux genres. Or, dans la Cité, chaque homme a un unique rôle bien déterminé à jouer. Ainsi on ne peut laisser les gardiens s'accoutumer à des formes d'imitations, ou même à des mélanges avec du réalisme « parce qu'il n'y a point chez nous d'homme double ni multiple ». Seul l'honnête homme doit être représenté, sous une forme aussi austère que possible, car dans cette Cité, on « vise à l'utilité ».
Vient alors l'étude de la manière de chanter le texte poétique, et de la manière de l'accompagner. Pour rester cohérent avec les choix précédents, on ne peut accepter ni une harmonie plaintive, ni molle ; par conséquent, les seuls instruments utiles - et donc acceptés - dans la Cité seront la lyre et la cithare, et aux champs, la syrinx. Avec ces dispositions, « nous avons, sans nous en apercevoir, purifié la cité que, tout à l'heure, nous disions adonnée à la mollesse ». Il reste toutefois à poursuivre en ce sens par l'étude des rythmes, qui doivent être propices à la vie réglée et courageuse. Une telle censure est étendue à tous les domaines artistiques et même à l'artisanat; ne doivent ainsi être admis dans la Cité que ceux qui créeront de belles choses, car elles proviennent nécessairement du Bien, et sont ainsi les seules dignes. Le Ménexène a un lien avec le Livre III de La République, notamment au sujet du mépris socratique des liturgies. Adimante et Socrate définissent et scindent le discours utile du discours imitatif. La participation est l'un des concepts platoniciens abordés.
Est ensuite abordé brièvement le problème de l'amour, qui doit, afin d'être véritable, s'éloigner tant que possible de l'amour sensuel. Socrate aborde la médecine en tant que moyen de conserver la santé, et fait une recommandation d'après le médecin Hérodicos, dont on ne sait dire si elle est humoristique ou non. Un rapport est fait entre la recherche de la vertu et la richesse grâce à une citation de Phocylide de Milet,.

#### Le choix de ceux qui doivent gouverner et l'allégorie des métaux
Au livre III, il est également question du mensonge raconté au peuple afin que ne se perde pas la perfection de la cité. On dira au peuple qu'il vient de la Terre, et qu'il doit la protéger comme si c'était sa mère. De plus, comme chacun vient de la Terre, il possède une âme mêlée soit d'or, soit d'argent, soit de fer ou de bronze qui le destine à une fonction sociale (le groupe de Gardien de la cité est fait d'un mélange avec de l'or, le guerrier est constitué d'un mélange avec de l'argent, et celui qui est fait d'un mélange de fer ou de bronze devient cultivateur ou artisan). Une "transmutation" d'un métal vers un autre est rare mais possible par filiation ; Il est question de renvoyer chez les siens un rejeton de cuivre ou d'argent qui devait naître d'un gardien (or), et inversement si un rejeton d'argent ou d'or naissait chez un cultivateur (fer, bronze), il devait être envoyé chez les gardiens.

### LivreIV

#### Retour au problème de la justice chez les citoyens
Adimante intervient dans la conversation pour soulever ce qui lui semble être un problème : s'ils vivent sans biens, les gardiens ne pourront pas être heureux. Socrate répond que « le bonheur doit appartenir au plus haut degré à l’état tout entier » : la cité idéale doit créer une harmonie du bonheur.
La cité idéale doit, pour Socrate, ne jamais être dans l'excès. Il ne faut pas que ses citoyens soient trop riches, car alors ils arrêteront de travailler et deviendront gras ; il ne faut pas non plus qu'ils soient trop pauvres, car alors ils n'auront pas de quoi travailler. La tempérance est ainsi une des vertus principales de la cité parfaite. La nécessité d'un équilibre est d'autant plus importante que les cités dans lesquelles il y a des écarts entre riches et pauvres sont des cités en conflit.
L'établissement d'une cité juste doit passer par l'éducation des enfants. Dès le plus jeune âge, tout ce qui est bon doit leur être enseigné, car « l'élan donné par l'éducation détermine tout ». Il convient d'interdire la nouveauté, car les idées nouvelles entraînent la sédition. Ce travail pédagogique étant fait, la cité idéale n'aura pas besoin d'avoir trop de lois, car les honnêtes gens trouveront par eux-mêmes les préceptes pratiques nécessaires aux affaires et à la justice. Socrate remarque qu'un grand nombre de préceptes est aussi peu efficace pour une cité malade qu'un grand nombre de remèdes pour un malade qui ne veut pas changer de type de vie.

#### Énonciation des quatre vertus cardinales de la Cité
Socrate énonce alors les quatre vertus de la cité. Elle est parfaitement bonne si elle est sage, courageuse, tempérée et juste.
La sagesse s’appuie sur la connaissance et les bons conseils. « C’est par ce qui tient la tête et commande, qu’un état fondé selon la nature doit, dans son ensemble, être sage. ». Le courage, lui, concerne les soldats : « C’est par une partie de lui-même qu’un état est courageux, pour la raison qu’en cette partie, il possède une vertu propre à sauvegarder d’une façon constante le jugement sur les choses à craindre et sur leur nature, choses et nature des choses qui sont ce qu’a décrété le législateur au cours de l’éducation ». La tempérance, qui est le fait des classes laborieuses, doit équilibrer le tout. Le respect des lois doit permettre « la sauvegarde de l’opinion créée par la loi, au moyen de l’éducation, concernant les choses mêmes qui sont à craindre et leur nature ».
La tempérance est « une sorte d’arrangement ordonné. C’est une maîtrise à l’égard de certains plaisirs et désirs ». Il s’agit, d’une certaine manière, d’être plus fort que soi-même. Il en est pour l’État comme pour l’âme : la meilleure partie doit avoir autorité sur la partie la plus faible. Ainsi le petit nombre, dominé par la pensée doit guider le grand nombre, qui est dominé par les désirs. La tempérance est harmonie : elle se déploie sur l’État tout entier de façon qu’il y ait « identité d’opinion entre ceux qui commandent et ceux qui sont commandés sur le point de savoir quels sont ceux à qui le commandement doit appartenir. » La tempérance doit lier sagesse et courage.
La justice « c’est ce qui confère à la tempérance, le courage et la sagesse, la capacité de se produire et garantit la sauvegarde de leur existence ». La justice dans l’individu est comparable à la justice dans un État : « entre un homme juste et un état juste, il n’y aura aucune différence par-rapport à la forme elle-même de la justice… »

#### Justice dans l’individu et analyse du désir
« Chaque désir n’est désir que de chacune des choses dont il est naturellement le désir ; mais que l’objet en ait telle ou telle autre qualité, ce sont là des circonstances surajoutées. »
L'âme possède deux fonctions: l'une est raisonnante, l'autre désirante (irraisonnée). La fonction raisonnante doit commander à la partie impétueuse. La fonction médiatrice, ou tempérance, doit soutenir le parti de la raison. L’injustice est présentée comme une maladie de l’âme : c’est une dissension qui s’élève dans les trois fonctions. On ne peut pas dire qu’il est plus avantageux de commettre l’injustice. Les cinq modes de constitution politique présentent les cinq modes possibles de l’âme. Un danseur montre les trois parties de l’âme : l'irascible, lorsqu'il représente la colère; le concupiscible, quand il joue les rôles d'amoureux, et le raisonnable, lorsqu'il met un frein à chaque passion. Le raisonnable est disséminé dans toutes les parties de la danse, comme le toucher dans tous les autres sens, en se proposant pour but la beauté et la grâce des mouvements.
La justice au niveau individuel, c'est donc lorsque la partie pensante (le Noûs) domine la partie concupiscible (l'Epithumétikon, ou epithumia) par la médiation de la partie irascible (le Thumos).

### LivreV

#### Socrate et la communauté des femmes et des enfants
Socrate continue de parler des constitutions, en les énumérant, lorsqu’Adimante, Thrasymaque et Glaucon l’arrêtent. Ils considèrent qu’il ne s’est pas attardé sur un aspect qu’ils considèrent comme essentiel : celui de la communauté des femmes et des enfants. Le philosophe a en effet, plus tôt, exposé assez rapidement son idéal de mise en commun des femmes et des enfants. Selon lui, dans la cité idéale, « les femmes de nos guerriers seront communes toutes à tous : aucune d’elles n’habitera en particulier avec aucun d’eux ; de même les enfants seront communs, et les parents ne connaîtront pas leurs enfants, ni ceux-ci leurs parents ».
Socrate admet qu’il ne s’est pas étalé sur le sujet car il considère que c’est une idée à la réalisation improbable. Pressé de s’exprimer plus, il explore tout de même l’idée. Il se montre tout d'abord en faveur de l'éducation des femmes, car « si donc nous exigeons des femmes les mêmes services que des hommes nous devons les former aux mêmes disciplines ». Il se rend bien compte que l’idée apparaît ridicule pour le moment, mais remarque que certaines idées qui sont ridicules un jour, peuvent devenir parfaitement normales le lendemain. Il donne l'exemple de la gymnastique, qui fut raillée lorsque les crétois, puis les lacédémoniens, s’y mirent.
Au sujet des rôles et de femmes, Socrate soutient qu'« il n’est point dans un État de fonction exclusivement affectée à l’homme ou à la femme, à raison de leur sexe ; mais les deux sexes participent des mêmes facultés ; et la femme, ainsi que l’homme, est appelée par la nature à toutes les fonctions ». Il considère cependant que « en toutes [fonctions], la femme est inférieure à l’homme ». Comme elles sont de constitution plus faibles que les hommes, les femmes prendront moins part aux activités de la guerre.
Il s'exprime au sujet des familles. Elles doivent être réglées par la cité. Les mariages doivent avoir lieu entre 20 et 40 ans pour les femmes, et jusqu’à 55 ans pour les hommes. Ils doivent être arrangés par l’État (tirage au sort truqué habilement par les magistrats) pour que les gens de l’élite restent avec les gens de l’élite et se reproduisent entre eux. Il se montre donc en faveur d'une suppression des familles : personne ne devra savoir qui a engendré qui, et les enfants seront mis en commun. Socrate soutient des positions eugénistes. Il considère qu'il faut écarter les enfants difformes, afin que « le troupeau atteigne la plus haute perfection »
La vie de la cité devra se faire en commun. Seront partagés les logements, les repas, et personne ne possèdera quoi que ce soit qui ne sera pas à tous. Ensemble ils se mêleront dans les gymnases ce qui en vertu d'une nécessité naturelle, les poussera à s'unir. Néanmoins il ne s'agit pas d'instituer des pratiques impies, il faut donc donner au mariage le caractère le plus sacré possible. Ces mariages auront lieu entre les meilleurs comme entre les plus médiocres, et il est impensable d'accoupler le médiocre et le meilleur. En effet, la reproduction entre ces sujets d'élites visent à assurer une progéniture apte à perpétuer l'excellence de leurs parents.
Après cet exposé, il s'agit pour Platon à travers la bouche de Socrate, de montrer que cette constitution est bien la meilleure de toutes pour la cité : Pour une cité, le mal le plus grand est celui qui la déchire et la morcelle, le bien le plus grand celui qui lui assure l'unité. Or l'expression individuelle du plaisir et de la peine est ce qui morcelle la cité, lorsque certains trouvent motifs à se réjouir de ce que d'autres rejettent. Au contraire l'expression commune du plaisir et de la peine lie l'ensemble des citoyens.

#### Applications aux lois et à la guerre
Platon développe une comparaison entre l'individu et la cité, tous deux présentés comme des organismes unifiés, sujets de plaisirs et de souffrances communes. Il s'agit selon Gregory Vlastos d’une homologie de structure qui repose sur le pouvoir de la raison de commander aux autres parties, c'est-à-dire à l'âme et au corps. Une telle cité a nécessairement de bonnes lois. Ce que les citoyens posséderont le plus en commun, c'est ce qu'ils désigneront comme « ce qui est à moi », et c'est parce qu'ils posséderont en commun qu'ils auront une parfaite communauté de peine et de plaisir. Du fait qu'ils ne posséderont rien en privé, ils seront exempts de discorde et de toutes les dissensions qui affectent une vie humaine ordinaire.
L'éducation guerrière des enfants occupe une place importante. Les enfants vigoureux seront emmenés dans les campagnes qui ont toutes les chances d'être victorieuses, afin qu'ils puissent par l'observation se familiariser avec les choses de la guerre et être dynamisés par les exemples de bravoure et de courage que la troupe récompense par une série de distinctions : d'abord les couronnes, ensuite le salut du guerrier de la main droite, ensuite une récompense d'ordre érotique, le baiser, destinés à rendre les guerriers plus énergiques. Bien que le modèle de la communauté implique les femmes, le rapport évoqué est d'ordre homosexuel. Dans le cadre de la campagne militaire, le rapport sexuel semble autorisé, le verbe philêsai impliquant aussi bien le baiser que l'union sexuelle qu'il est interdit de refuser à l'homme victorieux qui le désire. Les morts seront honorés avec de grands égards, déclarés appartenir à la « race d'or » qui, dans l'idéologie fondatrice, désigne les gardiens-dirigeants, leur mémoire sera pieusement vénérée.
D'autre part, dans sa conception de la guerre, Platon s'inscrit en faux avec les coutumes de son époque : les Grecs ne devront pas posséder d'esclaves grecs, les morts ennemis ne devront pas être dépouillés, il sera interdit de dévaster la terre et d'incendier les maisons. Seul le pillage de la récolte sera toléré. En effet, il s'agit de distinguer la guerre et la dissension. La guerre est un conflit entre des étrangers, la dissension une hostilité entre des proches. Or, les Grecs sont des proches, et il est impensable de se comporter envers des proches comme envers des barbares.

#### Théorie et pratique de la cité idéale: le ressort du philosophe roi
La dernière partie du livre cherche à déterminer de quelle manière cette constitution politique peut en venir à exister. Socrate commence par distinguer l'application concrète (prâxin) du discours théorique (lexeos) plus à même de saisir la vérité que la pratique, une position que Socrate avoue d'emblée être contestable.
En réalité, il s'agit d'une recherche par approximation, l'idéal par son essence même, ne peut être réalisé que d'une manière approximative ; chercher comment on peut s'approcher du modèle est le moyen le plus sûr pour le réaliser. Il ne faudrait d'ailleurs changer qu'une seule chose : réussir à faire coïncider pouvoir politique et philosophie.
L'institution de cette nouvelle royauté, qui n'est pas le gouvernement d'un seul mais est plurielle, est en rupture complète avec les gouvernements royaux de l'époque grecque. La royauté du philosophe roi sera la royauté de la raison et s'exercera aussi bien dans l'âme que dans la cité.
Socrate et Glaucon vont s'attacher à définir les philosophes. Cette définition s'ouvre par l'évocation du caractère érotique du tempérament philosophique, qui vise à mettre en relief le désir et l'amour qui président tous deux à l'activité philosophique, le philosophe « possédé du désir de sagesse […] aime le spectacle de la vérité ». Socrate explique alors ce qu'il entend par cette dernière expression.
Le beau étant l'opposé du laid, il s'agit de deux choses différentes qui sont chacune une. De toutes les formes on peut dire la même chose, chacune paraît multiple parce qu'elle manifeste partout en communauté avec les actions et les corps. En ce sens, il faut distinguer ceux qui apprécient les belles choses et ceux qui goûtent le beau en soi, ces derniers étant rares. Celui qui pense que le beau en soi est quelque chose de réel, celui-là vit à l'état de veille. Sa pensée est connaissance car elle est pensée de quelqu'un qui connaît.
La connaissance s'établit sur ce qui est et la non-connaissance sur ce qui n'est pas. L'opinion se rattache à une chose qui est différente de celle du savoir. Les capacités constituent un certain genre d'être grâce auxquelles nous pouvons nous-mêmes ce que nous pouvons. Deux capacités qui se rattachent au même objet et qui effectuent le même résultat sont en fait une seule capacité. La connaissance et l'opinion sont des capacités différentes car ce qui est infaillible n'est pas identique à ce qui ne l'est pas. Si c'est ce qui est qui est connu, alors ce qui est opiné est autre que ce qui est. Pourtant ce qui est opiné ne se confond pas avec ce qui n'est pas, qui se rapporte à l'ignorance. L'opinion se trouve alors entre l'ignorance et la connaissance. Ceux qui ont de l'affection pour des choses sans les connaître en soi sont donc des personnes sujets à l'opinion, ceux qui ont de « l’affection pour cela même qui en chaque chose est, il faut les appeler amis de la sagesse, philosophes ».

### LivreVI

#### La destinée du philosophe et les sophistes
Socrate soutient que, dans la cité idéale, ce sont les philosophes qui président à la coopération harmonieuse de tous les citoyens, et les philosophes seuls sont « reconnus capables de veiller à la garde des lois et des institutions » du fait qu'ils possèdent quatre vertus caractéristiques : l'amour de la vérité, la tempérance, le courage, et l'intelligence. « N’est-ce pas à des hommes semblables, perfectionnés par l’éducation et l’expérience, et à eux seuls, que tu confieras le gouvernement de l’État ? »
Adimante objecte que les philosophes dont parle Socrate sont rares, car en réalité le philosophe est au mieux un personnage inutile à la cité, et au pire un personnage nuisible : « On voit en fait ceux qui s’appliquent à la philosophie, et qui, après l’avoir étudiée dans leur jeunesse pour compléter leur éducation, ne l’abandonnent pas, mais s’y attachent trop longtemps, devenir pour la plupart des personnages bizarres, pour ne pas dire tout à fait insupportables ; tandis que ceux d’entre eux qui semblent avoir le plus de mérite, ne laissent pas de devoir à cette étude que tu nous vantes, l’inconvénient d’être inutiles à la société. »
La question est ainsi posée de savoir s’il serait bien souhaitable, comme le laisse entendre Socrate, de faire des philosophes les gardiens de la cité idéale, sachant que la plupart d’entre eux sont soit inutiles soit pervers.
Socrate répond dans un premier temps à la question de l’inutilité des philosophes en arguant que « le traitement qu’éprouvent les sages dans les États est quelque chose de si fâcheux qu’on ne voit rien de semblable. » Pour étayer son argument, Socrate utilise la métaphore du navire : les membres d'équipage disputent le gouvernail au capitaine qu'ils jugent ne pas être assez bon navigateur et, ne connaissant eux-mêmes rien à l'art de la navigation, se rendent maîtres du vaisseau et le conduisent « comme de pareils gens peuvent le conduire », c’est-à-dire au naufrage. C'est bien parce que les matelots « ne comprennent pas qu'un vrai pilote doit étudier les temps, les saisons, le ciel, les astres, les vents, et tout ce qui appartient à cet ordre de connaissances » qu'ils estiment que le capitaine en poste est « un homme qui perd son temps à contempler les astres » et « un bel esprit incapable de leur être utile. » Socrate reconnaît dans cette métaphore la manière dont les États traitent les philosophes, et réfute par là même l’objection d’Adimante selon laquelle les philosophes seraient inutiles.
Socrate explique dans un second temps que c’est précisément parce qu’ils ne sont pas estimés à leur juste valeur et qu’ils ne sont pas employés en conséquence que les philosophes peuvent devenir pervers. L’éducation joue un rôle primordial dans le développement du naturel philosophique, et une mauvaise éducation peut avoir des conséquences délétères : « Si donc le philosophe dont nous avons tracé le caractère naturel, reçoit l’enseignement qui lui convient, c’est une nécessité qu’en se développant il parvienne à toutes les vertus : si, au contraire, il tombe sur un sol étranger, y prend racine et s’y développe, c’est une nécessité qu’il produise tous les vices. » La mauvaise éducation est donc la cause principale de la corruption du naturel philosophique, et certains philosophes deviennent effectivement pervers car « une nature excellente, avec un régime contraire, devient pire qu’une nature plus médiocre. »
Selon Socrate, ce sont les sophistes qui sont les premiers provocateurs de la perversité des philosophes, en cela qu’ils enseignent aux jeunes gens les raisonnements spécieux et utilitaires qui sont le propre de la sagesse populaire. « Tous ces simples particuliers, docteurs mercenaires, que le peuple appelle sophistes et qu’il regarde comme ses concurrents et ses rivaux, n’enseignent autre chose que ces opinions mêmes professées par la multitude dans les assemblées nombreuses, et c’est là ce qu’ils appellent sagesse. »
Or donc Socrate répond à Adimante en soutenant que la multitude est responsable de l'inutilité des philosophes qu'elle ne sait pas reconnaître comme supérieurs, et les sophistes responsables de leur perversité, car ils appellent sagesse les opinions inconséquentes de la multitude. Dans ces conditions, il est impossible que les philosophes ne soient pas blâmés par le peuple et échappent au naufrage commun : en raison de quoi ils attirent sur la philosophie les reproches injustes formulés par Adimante qui accuse ses adhérents, pour les uns, de n’être bons à rien et, pour les autres, d’être des misérables. Socrate, toutefois, précise que c’est « faute d’avoir vécu sous une forme convenable de gouvernement » que le philosophe ne remplit pas sa haute destinée : « Suppose un gouvernement pareil, le philosophe va grandir encore et devenir le sauveur de l’État et des particuliers. » Est ainsi posée la question de savoir quelle serait la meilleure forme de gouvernement ou, à tout le moins, celle qui conviendrait à l’épanouissement du philosophe.

#### Le philosophe-roi assure le salut de la cité
Selon Socrate, le gouvernement idéal est celui qui se conduit avec la philosophie de manière qu'elle ne périsse pas, celui qui « trouve le moyen de conserver dans notre État le même esprit qui avait éclairé et dirigé le législateur dans l'établissement des lois. »
Pour ce faire, Socrate propose de préparer soigneusement les enfants et les jeunes gens au service de la philosophie, de sorte à initier doucement le peuple à l’amour de la vérité : « Si le peuple parvient à sentir une fois la vérité de ce que nous disons sur les philosophes, persistera-t-il à leur en vouloir, et refusera-t-il de croire avec nous qu’un État ne sera heureux qu’autant que le dessin en aura été tracé par ces artistes qui travaillent sur un modèle divin ? »
De cette manière, la corruption du philosophe ne sera plus une fatalité, et il s’en trouvera finalement certains qui se sauveront et parviendront à dessiner les lois et les institutions de la cité. Le peuple, désormais convaincu que le projet des philosophes est effectivement le plus avantageux, ne répugnera pas à se soumettre. Socrate et Adimante s’entendent pour conclure que « si [leur] plan de législation vient à s’exécuter, il est excellent ; et que si l’exécution en est difficile, du moins n’est-elle pas impossible. »
Or, la connaissance dont dispose le philosophe, et grâce à laquelle il peut légitimement prétendre au pouvoir, à devenir le gardien de l’État, est l’idée du Bien, « l’objet de la plus sublime des connaissances », selon Socrate, et à laquelle « la justice et les autres vertus qui réalisent cette idée empruntent leur utilité et tous leurs avantages. » L’argument repose sur l'idée que « le juste et l’honnête ne trouveront pas un digne gardien dans celui qui ignorera leur rapport avec le Bien, et que nul n’aura de l’honnête et du juste une connaissance exacte sans la connaissance antérieure du Bien. »

#### Idée du Bien, la plus haute des connaissances
Socrate poursuit en élucidant la question de la nature du Bien. D’abord, une chose est bonne en tant qu’elle participe de l’idée du Bien en soi, de la même manière qu’une chose est belle en tant qu’elle participe de l’idée du Beau en soi. L’idée du Bien est donc le concept du Bien, c’est-à-dire la représentation mentale abstraite, générale et stable, qui comprend toutes les réalités particulières qui se rapportent à l’idée du Bien.
Ensuite, il faut convenir que « nous disons des choses particulières qu’elles sont l’objet des sens et non de l’esprit, et des idées qu’elles sont l’objet de l’esprit et non des sens », c’est-à-dire que les idées ne sont pas des objets sensibles, mais bien plutôt des objets intelligibles, des réalités qui ne peuvent être saisies que par la pensée. Par ailleurs, de la même manière que la lumière du Soleil sert d’intermédiaire entre l’œil et l’objet, l’idée du Bien répand la lumière de la vérité sur les objets du monde intelligible : « Ce que le Bien est dans la sphère intelligible, par rapport à l’intelligence et à ses objets, le Soleil l’est dans la sphère visible, par rapport à la vue et à ses objets. »
Le corollaire de cette analogie étant que l’idée de Bien n’est pas la vérité elle-même mais bien plutôt le principe de la vérité, au même titre que le Soleil n’est pas la lumière mais le principe de la lumière, son origine première et absolue. Socrate explique à Adimante : « Tiens donc pour certain que ce qui répand sur les objets de la connaissance la lumière de la vérité, ce qui donne à l’âme qui connaît la faculté de connaître, c’est l’idée du Bien. Considère cette idée comme le principe de la science et de la vérité en tant qu’elles tombent sous la connaissance ; et quelque belles que soient la science et la vérité, tu ne te tromperas pas en pensant que l’idée du Bien en est distincte et les surpasse en beauté. » En définitive, la nature du Bien est d’être l’origine première et absolue des objets qui peuplent le monde intelligible, de même que l’essence de toutes les vérités accessibles par la pensée.
Socrate termine en faisant le lien entre l’idée du Bien et la dialectique. Sur la base de la distinction entre monde sensible et monde intelligible, il propose une hiérarchie des objets de pensée selon leur degré de clarté, c’est-à-dire « selon qu’ils participent plus ou moins à la vérité. »
En premier lieu, il convient de distinguer au sein du monde sensible les objets et leurs images ; les objets sont les choses elles-mêmes, et les images sont leurs représentations perceptibles. Autrement dit, au niveau le plus bas se trouvent les images, qui sont les ombres et reflets, appréhendés par l’imagination, des choses elles-mêmes ; tandis que les choses elles-mêmes, que représentent ces images, qu’il s’agisse d’animaux, de plantes ou d’autres choses, se situent à un niveau supérieur de clarté, participent davantage à la vérité.
En second lieu, et à un niveau encore supérieur de clarté, il y a le monde intelligible. Le monde intelligible est aussi divisé en deux, avec les objets mathématiques d’une part, et les idées d’autre part. Les objets mathématiques, d’abord, s’obtiennent « en se servant des données du monde visible que nous venons de diviser, comme d’autant d’images, en partant de certaines hypothèses, non pour remonter au principe, mais pour descendre à la conclusion » ; les idées, ensuite, s’obtiennent au contraire en allant « de l’hypothèse jusqu’au principe qui n’a besoin d’aucune hypothèse, sans faire aucun usage des images comme dans le premier cas, et en procédant uniquement des idées considérées en elles-mêmes. »
Les idées sont les objets de pensées qui participent le plus à la vérité, « ce sont celles que l’âme saisit immédiatement par la dialectique, en faisant des hypothèses, qu’elle regarde comme telles et non comme des principes, et qui lui servent de degrés et de points d’appui pour s’élever jusqu’à un premier principe qui n’admet plus d’hypothèse. »
La dialectique est alors présentée comme l’unique moyen de remonter d’hypothèse en hypothèse jusqu’à un principe réellement anhypothétique, c’est-à-dire doté d’un degré de certitude absolu qui ne suppose plus aucune condition, une connaissance pure, là où la mathématique déduit des hypothèses d’autres hypothèses jusqu’à une conclusion, qui reste malgré tout hypothétique. À la dialectique correspond l’intelligence pure ; aux mathématiques, la connaissance raisonnée ; à la chose sensible, la foi ; à l’image, la conjecture. Chacune correspondant à un degré différent de la vérité.

### LivreVII
Socrate poursuit son analogie entre l'idée du Bien et le Soleil dans l'allégorie de la caverne, par laquelle il explique que l'esprit doit se libérer du monde sensible pour rejoindre le monde intelligible. La sortie de la caverne, c'est-à-dire l'élévation vers le monde des Idées, est un voyage pénible que tout philosophe-roi en puissance doit impérativement entreprendre. Socrate termine en présentant la formation exigeante par laquelle un tel cheminement intellectuel est possible.

#### Allégorie de la caverne
Socrate demande à Glaucon de s’imaginer des hommes captifs dans une caverne, enchaînés dos à la sortie, et ne voyant du monde extérieur que les ombres d’objets ayant été placés derrière eux et que la lumière d’un feu projette sur la paroi qui leur fait face.
Le philosophe est celui qui brise ses chaînes, tourne la tête pour regarder ce qui se cache derrière lui, puis sort de la caverne et s’expose effectivement au monde extérieur. Il est celui qui s’arrache aux images, accède au monde réel et affronte la lumière éblouissante du Soleil, comprenant par là même que l’intérieur de la caverne n’est qu’un reflet déformé du monde réel qu'est le monde intelligible. Cette élévation implique une remise en question radicale à laquelle se rattache une certaine souffrance, au sens où on ne peut véritablement connaître sans laisser derrière une part de soi.
« L’antre souterrain, c’est ce monde visible : le feu qui l’éclaire, c’est la lumière du soleil : ce captif qui monte à la région supérieure et la contemple, c’est l’âme qui s’élève dans l’espace intelligible. Voilà du moins quelle est ma pensée, puisque tu veux la savoir. »
La sortie de la caverne est donc la métaphore de la dialectique ascendante présentée au Livre VI.
La philosophie est théorétique : elle considère tous les êtres et la divinité. Un art, imitatif, ne considère qu'un objet en particulier : Les enseignements de la philosophie se préoccupent de l’âme. L’allégorie de la caverne est certainement un héritage de l'enseignement pythagoricien incitant les êtres humains à lâcher prise face à leur perception de base, cela, au moins dans tous les domaines qu'il est possible d'approcher de manière scientifique. Mais, plus encore, l'allégorie enseigne à ne s'attacher à aucune certitude définitive, puisque, à aucun moment, l’homme ne peut percevoir la réalité de ce qui lui est à jamais caché. En réalité, il ne s'agit donc pas d'une méthodologie pour une démarche scientifique, mais d'une démarche proprement philosophique et métaphysique qui le place face à l'infini.

#### Formation du philosophe-roi
Or donc, Socrate soutient que le philosophe est celui qui s’élève intellectuellement grâce à la dialectique ascendante jusqu’à contempler l’idée du Bien, et que c’est la raison pour laquelle il est le meilleur des gardiens possibles pour les lois et institutions de la cité, car « il faut enfin avoir les yeux sur cette idée pour se conduire avec sagesse dans la vie privée ou publique ». La formation requise pour parvenir à la contemplation de l’idée du Bien est exigeante et comprend cinq phases.
En premier lieu, le philosophe-roi aura été initié pendant son enfance à l’arithmétique, la géométrie et l’astronomie, en même temps qu’il aura pratiqué la gymnastique et la musique. La gymnastique et la musique car elles communiquent « à l’âme non pas une science, mais un certain accord par le sentiment de l’harmonie, et une certaine régularité de mouvements par l’influence du rythme et de la mesure » ; l’arithmétique en tant qu’elle développe la capacité d’abstraction, « la conversion de l'âme de l’ordre des choses vers la vérité et l'essence » ; la géométrie car elle est un savoir universel, « la connaissance de ce qui est toujours » ; l’astronomie en tant qu’ « une connaissance exacte des saisons, des mois, des années n’est pas moins nécessaire au guerrier qu’au laboureur et au pilote ».
D’après Socrate, l’arithmétique, la science des nombres, est la première des sciences prescrites ; la géométrie, science des surfaces, est la deuxième ; et l’astronomie, science des corps célestes, est la troisième, mais devrait être la quatrième. En effet, et en toute logique, après la science des surfaces et avant la science des corps en mouvement devrait être enseignée la science des solides et des volumes, à savoir la physique. Or, la physique n’existant pas à l’époque, et bien que Socrate pressente qu’une telle science finira par se développer, il ne l’inclut pas dans son cursus de formation du philosophe-roi.[citation nécessaire]
La première phase, qui s’étend de l’enfance à la fin de l’adolescence, consiste ainsi en l’apprentissage de ces trois sciences qui préparent les esprits à la dialectique, mais il est primordial que ces enseignements ne soient pas contraignants et que les enfants s’instruisent en jouant, « parce que l’homme libre ne doit rien apprendre en esclave. Que les exercices du corps soient forcés, le corps n’en profite pas moins que s’ils étaient volontaires ; mais les leçons qui entrent de force dans l’âme n’y demeurent pas ».
La deuxième phase dure deux ou trois ans et consiste à sélectionner les jeunes gens qui auront fait montre des meilleures capacités d’apprentissage pour les soumettre à une éducation physique intense et les confronter à la réalité de la guerre, « les rendre spectateurs du combat, les approcher même de la mêlée, lorsqu’on le pourra sans danger, et leur faire en quelque manière goûter le sang, comme on fait aux jeunes chiens de meute ».
La troisième phase commence à la vingtième année de ceux des jeunes gens qui auront été considérés les plus honorables à la fois dans l’étude des sciences et dans celle de la guerre. Pendant dix ans les jeunes gens devront étudier ensemble et en profondeur les mêmes sciences auxquelles ils auront été initiés isolément, « afin qu’ils saisissent sous un point de vue général et les rapports que ces sciences ont entre elles et la nature de l’être ».
La quatrième phase ne concerne que l’élite des jeunes trentenaires ayant suivi le cursus ainsi prescrit. Socrate explique à Glaucon : « Lorsqu’ils auront atteint l’âge de trente ans, tu devras en former une élite nouvelle pour leur accorder de plus grands honneurs, et tu distingueras, en les éprouvant par la dialectique, ceux qui, sans s’aider de leurs yeux ni des autres sens, pourront s’élever jusqu’à la connaissance de l’être par la seule force de la vérité ». Ainsi s’agit-il de la phase la plus ardue, et de celle qui justifie la rudesse de la sélection. Les jeunes gens sélectionnés se consacrent entièrement à la dialectique ascendante pendant cinq années durant, jusqu’à parvenir à la contemplation de l’idée du Bien qui leur permettra ensuite de toujours juger ce qui est bon et juste pour la cité.
La cinquième et dernière phase est un retour dans la caverne : les philosophes de trente-cinq ans environ devront prendre des responsabilités publiques, qu’il s’agisse d’emplois militaires ou civils, et travailler parmi leurs concitoyens pendant quinze années supplémentaires, de sorte à acquérir une expérience professionnelle respectable, incarnant la droiture : « Il te faudra mettre à l'épreuve la fermeté de leur résistance à ce qui, de tous côtés, les attire ».
Parvenus à cinquante ans, une fois le cursus achevé, les hommes et femmes ainsi formés pourront légitimement prétendre aux postes les plus élevés pour la gestion des affaires de la cité et deviendront les dignes gardiens de l’État, eux-mêmes en charge non seulement d’administrer le peuple, mais aussi de former leurs successeurs. C’est là, selon Socrate, le gouvernement idéal de la cité idéale, et cette formation exigeante en cinq phases « le plus prompt et le plus sûr moyen d’établir le gouvernement dont nous avons parlé, et de le rendre prospère et très avantageux au peuple chez lequel il sera formé ».

### LivreVIII

#### Cinq classes de gouvernement
Platon considère qu'il y a cinq classes de gouvernements ; Socrate et Glaucon font l'examen des cinq types de régime politique, analysent chaque régime en particulier, et montrent comment l'on passe de l'un à l'autre :
- la première, l'aristocratie, qui est celle où les personnes les plus recommandables sous les rapports moraux commandent ;
- la seconde, la timocratie, qui est celle où le pouvoir est entre les mains des ambitieux[Note 2] ;
- la troisième, l'oligarchie, qui est celle où l'état n'a qu'un petit nombre de chefs ;
- la quatrième, la démocratie, qui est celle où le peuple a toute autorité ;
- la cinquième, la tyrannie, qui est la dernière et la pire.

La timocratie: Socrate prévoit que, naturellement, son aristocratie finira par se corrompre, se dégrader, perdre de son unité. Alors, les « races de fer et de bronze », les artisans, vont chercher la richesse, ce qui va amener la création de la propriété privée. Ce mode de fonctionnement politique diffère de l'aristocratie par le fait que le pouvoir ne sera pas donné aux sages. De plus, les citoyens seront plus incités à guerroyer, et ils recherchent le profit. Cette constitution est « un mélange complet de bien et de mal ». Le citoyen sera plus arrogant, brutal envers les esclaves et doux envers les hommes libres.
Ce régime devient oligarchique quand, du fait d'une recherche effrénée du profit, une petite partie de la population devient très riche alors que l'autre se paupérise radicalement. Du moment que les habitants de la cité décident que seuls les plus riches pourront participer aux affaires publiques, il y a oligarchie (du grec ancien ολιγος, qui veut dire « peu »). Bien entendu, les riches établissent leur constitution par la force. Outre que les plus riches sont considérés à tort comme les plus habiles à gouverner, le principal défaut de cette cité est sa division interne : « une cité des riches, une cité des pauvres, habitant dans un même lieu et conspirant constamment les uns contre les autres. ». Le citoyen, quant à lui, se présente sous un jour respectable, mais il ne cherche au fond que la richesse.
Les pauvres remarquent bien vite que les riches ne le sont « que du fait de la lâcheté des pauvres ». Ils décident donc de les chasser ou de les dépouiller, et construisent un régime démocratique. Ce régime favorise la liberté et l'égalité, « le pouvoir de faire tout ce qu'on veut ». Il n'y a aucune obligation : celui qui est habile pour gouverner ne le fait que s'il le veut, la guerre et la paix ne sont conclues que selon l'opinion des citoyens. Socrate parle même de criminels qui ne seraient pas poursuivis et se promèneraient en toute liberté dans la ville. N'importe qui peut faire n'importe quoi, il n'y a plus aucune spécialisation. Le citoyen s'occupe à  satisfaire ses plaisirs non nécessaires, il se lance de temps en temps dans la politique quand l'envie lui en prend. Il est à l'image de la cité: il fait ce qu'il lui plaît, ce qui l'amuse.
La liberté et l'égalité entraînent des troubles, les enfants ne respectent plus leurs parents. On assiste à une division de la cité en trois classes : les paresseux qui passent leur temps à s'occuper des affaires publiques, ceux qui ont su tirer parti de la liberté de commercer et se sont enrichis, et les travailleurs qui ne s'occupent pas des affaires politiques. Ce dernier groupe est le plus nombreux. Au milieu de l'anarchie qui s'installe, le tyran va apparaître, se présentant tout d'abord comme un protecteur. Se sentant soutenu par la masse, et le pouvoir lui montant à la tête, il s'assure le soutien des classes moyennes en promettant de redistribuer les richesses en leur faveur. Aidé par le peuple, il lui demande des gardes du corps. « Il clame qu'il n'est pas un tyran, il se répand en promesses, aussi bien en privé qu'en public, il libère les gens de leurs dettes, et il redistribue la terre au peuple et à ceux de son entourage, et à tous il se montre agréable et plein de douceur. ». Ensuite, il provoque des guerres, pour que les citoyens aient besoin d'un chef. Dans ces guerres, il s'arrange pour que ceux qui meurent soient ceux qui nourrissent le plus des idées de liberté. Ce n'est qu'ensuite qu'il sera reconnu comme tyran. Mais la peur de mourir et l'argent calment ceux qui pourraient le renverser.

### LivreIX
Il faut maintenant examiner le caractère de l'homme tyrannique lui-même. Il est débauché, il recherche sans cesse les plaisirs de toutes sortes, au détriment de ses parents et de ses enfants s'il le faut. Il est soumis à la « tyrannie d'Éros ». C'est aussi le plus misérable des hommes. Paradoxalement, il n'est pas libre, mais esclave de ses passions.
Socrate décide ensuite de récapituler. Les hommes seront le plus heureux en aristocratie, un peu moins en timocratie, encore moins en oligarchie, et ainsi de suite avec la démocratie et la tyrannie. Selon lui, il y a trois parties dans l’âme : la partie rationnelle ou intellect, le Noûs (νοῦς), la partie qui recherche la bravoure et les honneurs, et la partie inférieure (ὲπιθυμία), qui ne cherche que la jouissance. C'est comme si l'homme était une créature formé d'un homme, d'un lion, et d'une créature affreuse polymorphe (polymorphe car l’homme a plusieurs désirs, souvent contradictoires). Le sage a su affirmer la supériorité de l’homme, tout en faisant en sorte d'endormir les autres parties. C'est l'homme de la cité idéale. Les citoyens des autres régimes ont, au contraire, éveillé les parties animales. Ils ont donc une vie désordonnée, et ne seront pas heureux.
Socrate insiste encore sur un point : le philosophe est le mieux placé pour juger de ce qui rend vraiment heureux. En effet, « les raisonnements sont l’instrument par excellence du philosophe » : il est le meilleur pour juger. De plus, tous les hommes sont soumis aux désirs nécessaires des parties animales, ils doivent tous les satisfaire. Alors, le philosophe a une expérience de ce que peut apporter le plaisir venant des parties animales. Par contre, les autres hommes n'ont jamais essayé de réfléchir, ils n'ont donc aucune idée de la satisfaction que peut apporter la contemplation de la vérité. Seul le philosophe est apte à comparer les différentes sortes de plaisirs, puisqu'il les a tous connus. C'est lui le mieux placé pour savoir comment être heureux.
Quant à savoir si la Cité adviendra : « Il en existe peut-être un modèle dans le ciel pour celui qui souhaite le contempler et, suivant cette contemplation, se donner à lui-même des fondations. Que cette cité existe quelque part, ou qu'elle soit encore à venir, cela ne fait d'ailleurs aucune différence, car cet homme ne réaliserait que ce qui appartient à cette cité, et à nulle autre. ».

### LivreX

#### Bannissement de la poésie
Dans ce livre, Platon se livre à la censure de la poésie, par l'excès de force de son pouvoir, son langage séducteur. La poésie, imitative, doit être rejetée absolument, car elle déforme l’esprit de l’auditoire par la transmission de passions qui contaminent l'âme et fait de mauvais citoyens. La poésie doit être réformée et censurée ; l'exclusion de la poésie n'est pas complète : on conserva les dithyrambes (éloges des Dieux) et les épopées. Socrate prévoit qu'à certaines conditions, la poésie doit être récupérée à des fins vertueuses afin de ne pas gâter l'âme du citoyen. Les raisons de l'exclusion sont pratiques et politiques. Elle éveille des sentiments et s'adresse à la partie la plus « excitable » de notre âme ; le poète sait que l'âme aime être émue ; imitateur, le poète s'oublie au profit de ce qu'il transmet. L’émotion, la passion rend la représentation des poètes dangereuse par le plaisir provoqué de s'identifier à son propre sort. Un premier rôle du bannissement de la poésie est l'amollissement de l'âme et que l'on est, dans les arts, dans un détournement de la vérité en soi. Pour Platon, les imitateurs n'atteignent pas la vérité ; le philosophe doit appréhender la réalité selon la raison : les philosophes sont aidés par une faveur divine. Platon interroge les poètes. Homère n'a jamais été ni législateur, ni chef de guerre. Ils ne sont donc que les imitateurs qui n'atteignent pas la vérité. Le charme de la poésie résulte d'un ornement de mots, qui vise à imiter l'objet choisi pour sujet. La philosophie n'est pas un savoir pragmatique, ce qui l'oppose au poète.
Ce bannissement de la poésie est relié directement au rejet de la mimésis. La mimèsis est une imitation du réel et non la vérité même. La poésie comme genre littéraire axé sur une esthétique propre à un embellissement de la vie, que ce soit au niveau des sentiments d'une personne ou d'actions. Il y a aussi avec la poésie l'idée de plaire; un poème raconte la beauté sans nécessairement la vivre. Ce livre rejette avec plus de ferveur que le livre II et III la place de la mimèsis comme illusion. 

#### Immortalité de l’âme
Il y a quelque chose qu'on appelle bien (ce qui sauve et est avantageux) et quelque chose qu'on appelle mal (ce qui détruit et corrompt toutes choses). Il y a un bien et un mal pour chaque chose ; c'est donc le mal naturel de chaque être qui le détruit et rien d'autre n'est en mesure de le corrompre.
Tous les vices de l'âme (injustice, indiscipline, lâcheté, ignorance…)  la rendent mauvaise mais ils ne la détruisent pas. Et il serait paradoxal d'affirmer que la défectuosité d'un autre être puisse détruire quelque chose alors que sa propre défectuosité ne le peut pas. Quand un être ne périt ni sous l'effet d'un mal qui lui est étranger, ni sous le sien propre, il est évident qu'il est immortel. L'âme est donc immortelle. L'âme n'est pas hétérogène. Il ne faut pas la considérer dans l'état de déchéance qui résulte de son union avec le corps qui la rend semblable à Protée aux multiples visages, mais dans son état le plus pur, c'est-à-dire portée vers son amour de la sagesse. Seul cet état nous permet de savoir si elle est une ou composée de multiples parties.
Pour Socrate, qui analyse l’âme, et commente la métempsycose, Glaucos représente l’âme, qu’il faut considérer dans l'état de dégradation causé par son séjour dans le corps ; elle est dégradée mais pure.

#### Mythe d’Er le Pamphylien
Le livre s'achève par le mythe d’Er, destiné à entretenir chez les auditeurs la foi en l’immortalité de l'âme, afin de les sauver de la déchéance en les reliant à la philosophie.
Er était originaire de Pamphylie et avait pour père Arménios. Il fut retrouvé mort après une bataille, mais revint à la vie sur le bûcher funéraire, car il avait reçu l'ordre des juges suprêmes d'être le « messager de l'au-delà ». Ainsi Er ressuscita-t-il pour raconter son expérience de l'autre monde aux vivants en leur faisant une description du voyage des âmes.
Il donna le moyen de jauger les âmes en fonction de leurs actions, et offrit l'exemple du sort qu'avait dû subir Ardiée le Grand, précipité au Tartare pour ses fautes. Après avoir reçu leur dû pendant mille ans — le juste méritera un traitement juste et l'injuste un passage de mille ans dans le Tartare — les voyageurs sont appelés à marcher dans la plaine de Léthé pendant douze jours. Au bout de ce pèlerinage, ils aboutissent devant la lumière céleste et le fuseau de Nécessité. De là, les âmes peuvent contempler la lumière jaillissante. Ce fuseau repose sur les genoux de sa propriétaire. À côté d'elle, se trouvent les Moires, trois femmes assises sur des trônes, Lachésis, Clôthô et Atropos, cousant les temps de la vie — respectivement passé, présent, futur — en touchant le fuseau. Les âmes doivent ensuite se placer en ligne pour choisir leur existence. Une multitude d'options s'offrent à elles, tant humaines qu'animales. À ce sujet, Er décrit la manie des âmes à choisir des conditions « pitoyables, ridicules et étranges ». Les âmes qui effectuent de tels choix deviennent cruelles et tyranniques : considérées comme incurables, elles finiront par souffrir la torture au Tartare pour l'éternité.
Lachésis donna ensuite à chacun un démon. Ce démon a pour mission de nous guider dans l'existence et notamment de nous aider à opérer les choix les plus difficiles. La dernière étape avant de se réincarner est d'aller au fleuve Amélès, pour en boire son eau. Cet acte a pour effet d'effacer la mémoire des gens. Ainsi, à la naissance, personne ne soupçonne ce qui s'est passé dans l'au-delà.
Socrate conclut en affirmant que le fait d'enseigner ce mythe, dont la croyance doit être immédiatement appelée par la démonstration philosophique, permet à quiconque de vouloir faire la justice de toutes les manières avec le secours de la raison. C'est ainsi que nous trouverons bonheur et succès dans notre vie. Le philosophe, c'est celui qui vit le mieux, qui vit de la façon la plus heureuse, par opposition à ceux qui se consacrent aux activités guerrières ou artisanales.
L’objet pour Platon au Livre X de La République est de penser la justice séparément de la récompense, qui est bienvenue, mais secondaire ; selon le pseudo-Aristote, le quotidien de l'esclave se résume à trois mots « le travail, la discipline et la nourriture ». Xénophon conseille de traiter les esclaves comme des animaux domestiques : les punir en cas de désobéissance et de les récompenser en cas de bonne conduite.

## Analyse des thèmes

### Dieux
Tout comme dans le Ménéxène et le Critias, Platon montre une hostilité pour la représentation anthropomorphique qui accepte la querelle entre les dieux. Il cherche effectivement à réfuter l'idée selon laquelle les dieux pourraient se comporter comme des hommes, c'est-à-dire usant de moyens malhonnêtes pour poursuivre des buts immoraux.

## Histoire de la publication

### Débat sur la structure de l’œuvre

#### Architecture concentrique ou en arceau
Plusieurs manières de concevoir l'architecture de la République ont été proposées. L'hypothèse d'une « composition concentrique » ou structure « en arceau » ou encore en « grandes voûtes » de ce dialogue  dont la justice constituerait le foyer d'équilibre, a fait l'objet de nombreux commentaires. La forme répond ici au fond. Ce procédé de construction du type ABCBA relève de ce que la critique littéraire qualifie de « composition concentrique », à distinguer de la composition circulaire du type ABCDA comme la sphère creuse de la sphère armillaire. Il a pour vocation de mettre en valeur l’élément décisif sur lequel porte le discours. Certaines remarques de Georges Leroux placées en ouverture de son édition de l'œuvre résument cette hypothèse : 

« On dégagera cependant mieux la structure générale de la République si, laissant de côté provisoirement une lecture linéaire, on se représente l'ouvrage comme une série de huit enchâssements mutuellement inclusifs, dont le centre est formé par le grand texte de la dialectique sur la justice au Livre IV, où vient culminer toute la recherche. Cette suite de morceaux qui se répondent par couples fait apparaître une structure où se reflète clairement la dépendance rigoureuse du politique et du métaphysique. La justice s'est perdue dans le trouble de l'histoire et la déchéance des régimes politiques, tout autant que dans la corruption des âmes individuelles, et la philosophie va se recentrer sur elle pour en ressaisir l'essence. Le schéma suivant résume la structure qui expose la progression de l'argument central du dialogue vers l'essence de la justice et ses conséquences sur l'analyse de l'histoire et sur le bonheur du juste. Cette structure montre la symétrie entre l'ouverture et la fin de l'œuvre, de même que la rigueur du cheminement dialectique vers le cœur de l'œuvre, la justice de l'âme. »

Et le commentateur d’en extraire l’organisation schématisée comme suit (voir annexe 1). De cette exposition que propose Georges Leroux de la structure « en miroir » de la République, structure dialectique, peut être induite une représentation plus « architecturale » – aussi plus suggestive – du plan de l’œuvre. Une représentation dont le mérite serait de relever plus ostensiblement le caractère littéralement « central » que la thématique de la justice revêt aux yeux de Platon (voir annexe 2).

#### Unité du livre X
L'unité interne de ce livre a souvent été questionnée. Des philosophes comme H.Gauss ont vu en ce livre un appendice aux neuf autres livres. Il serait même selon certains plus tardif, et Platon y aurait mis tout ce qui ne se rangeait pas aisément dans les autres livres de la République. D'autres encore y voient le travail d'un éditeur qui aurait maladroitement achevé le texte incomplet de Platon.

### Histoire des différentes éditions

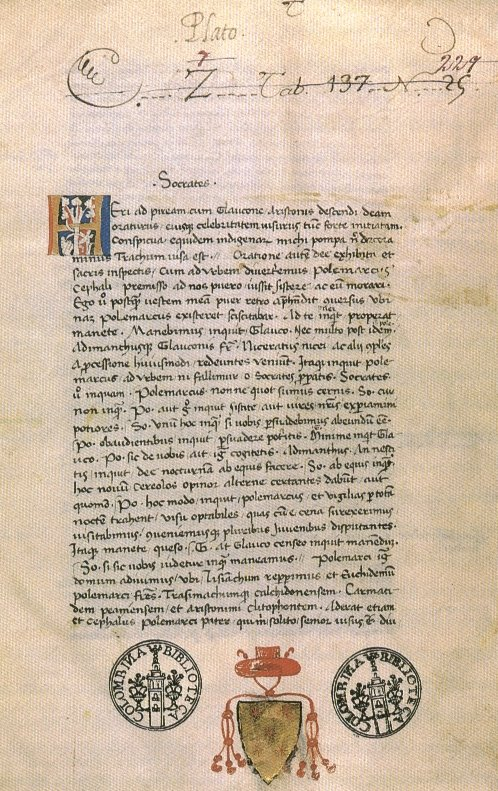
Manuscrit en latin de 1401

C’est l’un des ouvrages les plus étendus de Platon. Dans la classification de Thrasylle de Mendès, il occupe la deuxième place de la huitième tétralogie. Le livre est divisé en dix parties ; cette division est peut-être due à des critiques d’Alexandrie. Selon Cicéron, la République de Platon est le premier livre de philosophie politique grecque. Aristoxène accuse Platon d’avoir copié les Antilogikoi ou le Peri politeias de Protagoras, et Aulu-Gelle rapporte dans ses Nuits Attiques que les deux premiers livres furent d’abord édités seuls et que Xénophon y opposa sa Cyropédie. La première édition des dialogues réunis de La République date de 315 av. J.-C., à l’initiative de l’Académie. Du « naturel philosophe », Platon donne le trait caractéristique dans La République : il y a « désir de connaître et amour du savoir, ou philosophie ». Et cette activité consiste à chercher le Vrai, le Beau, le Juste, donc des valeurs, des normes, des principes, des idéaux, par-delà les choses sensibles, cela avec une sagesse et dans une perception globales. D'une part, « le philosophe a envie de sagesse, non d'une sagesse et pas d'une autre, mais de la totalité de ce qu'elle est ».

## Postérité

### Philosophie de l'éducation
Dans son traité de philosophie de l'éducation, Émile ou De l'éducation, Jean-Jacques Rousseau loue la République. Il en retient principalement les passages sur l'éducation des enfants. Il écrit : « Voulez-vous prendre une idée de l'éducation publique, lisez la République de Platon. Ce n'est point un ouvrage de politique, comme le pensent ceux qui ne jugent des livres que par leurs titres : c'est le plus beau traité d'éducation qu'on ait jamais fait ».

### Critiques
Georg Wilhelm Friedrich Hegel critique, dans les Principes de la philosophie du droit, la proposition platonicienne de la mise en commun des biens. Il considère la propriété comme ce par quoi la personne en tant que sujet de droit s'objective. Il écrit ainsi que « idée de l'État platonicien contient une injustice vis-à-vis de la personne en la rendant incapable, par une mesure générale, de propriété privée », et que « la représentation d'une fraternité des hommes, pieuse ou amicale ou même forcée avec communauté des biens et suppression de la propriété privée, peut se présenter facilement à une mentalité qui méconnaît la nature de la liberté ».

### Inspirations
Le Seigneur des Anneaux de J.R.R. Tolkien est possiblement inspiré du Livre II et du mythe de l'anneau de Gygès.

### Réécritures
Alain Badiou a publié en 2012 une réécriture de l'ouvrage, intitulée La République de Platon.
En 2021, Jean Harambat en propose sa version sous la forme d'une bande dessinée intitulée La République : d'après l'œuvre de Platon.

### Réinterprétations
En 2019, William Néria réinterprète le mythe de la caverne à la lumière de la philosophie de Platon pour en restituer la signification originale, dans un ouvrage intitulé : Le mythe de la caverne. Platon face à Heidegger.

## Éditions
- Consulter la liste des éditions de cette œuvre .